# Freiwilligen-Regiment Reinhard

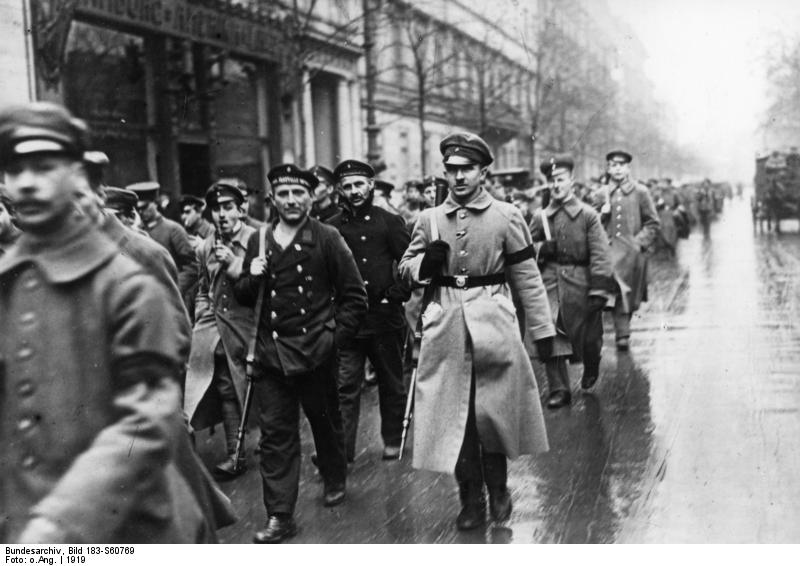
Angehörige des Freikorps Reinhard in der Straße Unter den Linden (1919)

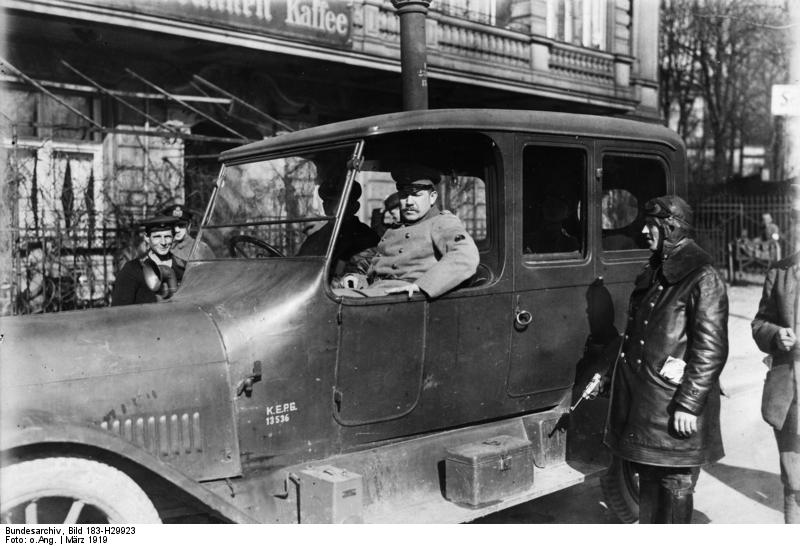
Während der Märzkämpfe vom 3. bis 12. März 1919 in Berlin unternimmt Oberst Wilhelm Reinhard, der Kommandeur des in Lichtenberg eingesetzten Freikorps-Regimentes, vom Friedrichshain aus eine Inspektionsfahrt

Das Freiwilligen-Regiment Reinhard (auch Freikorps Reinhard) war ein nach dem Ende des Ersten Weltkriegs gebildeter paramilitärischer deutscher Freikorps-Verband, der 1919 bei der Niederschlagung des Berliner Spartakusaufstands eine bedeutende Rolle spielte und kurz darauf auch an den Märzkämpfen beteiligt war. Mehrere ehemalige Angehörige dieser Einheit agierten nach 1919 an Knotenpunkten des organisierten Rechtsradikalismus. Das Regiment führte den Namen seines Kommandeurs, des Obersten – und späteren SS-Obergruppenführers – Wilhelm Reinhard. Es wurde, inzwischen zur Brigade erweitert, am 1. Mai 1919 als Reichswehr-Brigade 15 in das Heer der Republik übernommen.

## Entwicklung
Die Aufstellung des Regiments begann am 24. Dezember 1918 unmittelbar im Anschluss an die Berliner Weihnachtskämpfe, deren Verlauf bewiesen hatte, dass die verbliebenen Frontverbände als Bürgerkriegstruppe nicht verwendbar waren. Reinhard griff zunächst auf das sogenannte Unteroffiziers-Bataillon Suppe (etwa 300 Mann), Reste der preußischen Gardetruppen – insbesondere des 4. Garde-Regiments zu Fuß – und einzelne Freiwillige zurück. Unbekannt ist, ob die Initiative hierzu von Reinhard selber oder von anderer Seite ausging. Nach gleichlautenden Angaben Reinhards und seines „Führergehilfen“ Hans von Kessel wurde das Regiment vom Groß-Berliner Bürgerrat, einem am 18. November 1918 gebildeten Zusammenschluss Berliner Industrieller, Bankiers und Beamter, finanziell und politisch unterstützt. Der Vollzugsrat der Arbeiter- und Soldatenräte wurde vom unvermittelten Auftreten dieser Truppe, deren Formierung sich „fast unbeachtet“ vollzog, überrascht. Das Regiment wurde in der Kaserne an der Rathenower Straße in Moabit untergebracht und war nach einigen Tagen etwa 2500 Mann stark; es gliederte sich zunächst in zwei Bataillone und eine Offizierskompanie. Seine Angehörigen trugen anfänglich weiße Armbinden, später aufgenähte metallene Ärmelplaketten mit einem geprägten „R“ und der Jahreszahl „1919“.
Anfang Januar 1919 wurden Reinhards Maßnahmen vom kurz zuvor in den Rat der Volksbeauftragten aufgerückten Gustav Noske durch eine offizielle Weisung „gedeckt und gefördert“. Schon unmittelbar im Anschluss an die Weihnachtskämpfe hatten Noske und der preußische Kriegsminister Walther Reinhardt versucht, Reinhard als Nachfolger des unhaltbar gewordenen Stadtkommandanten Otto Wels zu installieren, waren aber gescheitert, weil der Oberst – den selbst ein Noske nahestehender Sozialdemokrat wie Albert Grzesinski rückblickend „eine besonders unerfreuliche Erscheinung“ nannte – gegen den Widerstand der Berliner Soldatenräte nicht durchsetzbar war. Noske unterstellte das Regiment am 3. Januar der Garde-Kavallerie-Schützen-Division, deren Überreste sich nach den Weihnachtskämpfen im Raum Teltow sammelten, wo sie – nunmehr als Freikorps – neu aufgestellt wurden. Bereits zuvor hatte Reinhards Verband die Bewachung der Reichskanzlei in der Wilhelmstraße übernommen.

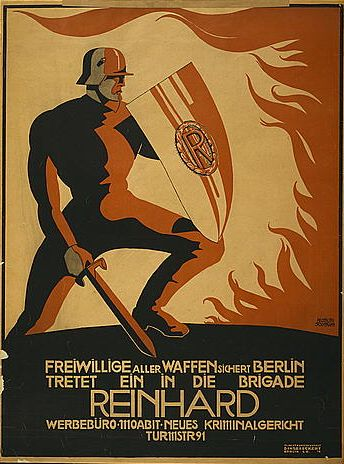
Werbungsplakat der Brigade Reinhard, 1919.

Zu Beginn des Spartakusaufstands war Reinhards Regiment die einzige kampfkräftige Truppe, über die die Regierung im Zentrum der Stadt verfügte. Der Rest der Berliner Garnison ging zwar nicht zu den Revolutionären über, war aber auch nicht bereit, sich für die Ebert-Regierung zu schlagen. Die noch unter Wels aufgestellte Republikanische Soldatenwehr, in die auch zahlreiche Anhänger der USPD eingetreten waren, sah der zum Oberbefehlshaber der regierungstreuen Truppen in und bei Berlin ernannte Noske im Grunde als Gegner an. Die organisatorische Zusammenfassung bewaffneter SPD-Anhänger unter dem Kommando ehemaliger Offiziere und Unteroffiziere (in Gestalt der Regimenter Liebe und Reichstag) begann erst nach dem 6. Januar. Sozialdemokraten wie Ernst Heilmann haben später gelegentlich versucht, unter Verweis auf diese Formationen – von denen Noske allerdings „nichts hielt“ – die Bedeutung von Reinhards Regiment zu relativieren. Das Regiment Reinhard sorgte bis zum Einmarsch der Noske-Truppen in das Zentrum Berlins, der am Abend des 10. Januar begann, insbesondere dafür, dass die Regierungsgebäude im Bereich der Wilhelmstraße nicht an die Aufständischen fielen (die allerdings bis auf einen unorganisierten Vorstoß am 6. Januar, der 25 Menschenleben kostete, keinen ernsthaften Versuch unternahmen, sich derselben zu bemächtigen). Auf dem Balkon des Prinz-Friedrich-Leopold-Palais postierte Maschinengewehrschützen des Regiments schossen am 6. Januar in die auf dem Wilhelmplatz versammelte Menge, wodurch 60 Menschen ums Leben gekommen sein sollen. Nach dem 10. Januar beteiligte sich das Regiment am Angriff auf das Zeitungsviertel und unternahm Vorstöße in die Arbeiterbezirke im Norden und Osten Berlins.
Seit Februar 1919 firmierte das Regiment offiziell als 2. Garde-Infanterie-Brigade bzw. als Brigade Reinhard. Der Verband war im März an der erneuten militärischen Besetzung Berlins bzw. Lichtenbergs und dem planmäßigen terroristischen Vorgehen insbesondere gegen die KPD beteiligt. Am 3. März besetzten und zerstörten Reinhard-Soldaten Redaktion und Druckerei der Roten Fahne; eine von Oberleutnant Eugen von Kessel kommandierte „Streifkompanie“ der Brigade ging gezielt gegen Kommunisten vor. In dem von der Brigade Reinhard „geführten“ Zellengefängnis Moabit befanden sich zu diesem Zeitpunkt 4.500 politische Gefangene, die sich nach Reinhards eigenem Zeugnis in den überbelegten Zellen kaum bewegen konnten. Hier wurde für einige Tage auch Wieland Herzfelde festgehalten, über dessen Eindrücke Harry Graf Kessler am 21. März 1919 notierte:

„Früh rief mich Wieland Herzfelde an und teilte mir mit, dass er frei sei. (…) Seine Schilderungen aus den Gefängnissen sind so furchtbar, dass mir schlecht wurde vor Ekel und Empörung. Dostojewskis ‚Totenhaus‘ ist übertroffen. Die Misshandlungen der Gefangenen vom Ins-Gesicht-Spucken bis zum An-die-Wand-Stellen und Totschlagen sind so allgemein, die Quälerei in Gegenwart der Offiziere so selbstverständlich, dass Wielands Glaube an ein einstudiertes Lynchen, mit Instruktionsstunde, wo es gelehrt wird, fast vernünftig scheint.“

Am 11. März ermordeten Soldaten der Brigade auf Anordnung des Oberleutnants Marloh – der von Reinhard zuvor entsprechend orientiert worden war – in einem an der Französischen Straße gelegenen Bankgebäude 29 ehemalige Angehörige der Volksmarinedivision.
Am 1. April 1919 wurde die Brigade dem Garde-Kavallerie-Schützen-Korps unterstellt und im Juni als Reichswehr-Brigade 15 in die Vorläufige Reichswehr eingegliedert. Reinhard, nunmehr zum Infanterieführer 15 avanciert, machte sich in den folgenden Monaten durch wiederholte antirepublikanische Wortmeldungen und Umtriebe jedoch so unmöglich, dass Noske, der ihn gemeinsam mit Ebert lange stützte, im Dezember 1919 nicht mehr umhinkam, ihn zu entlassen. Im Oktober 1919 hatte Philipp Scheidemann in einer weithin als „Sensation“ gewerteten Rede in Kassel das weitere Festhalten an Reinhard als „unerträglich“ bezeichnet, war dafür von Ebert und Noske aber noch streng zurechtgewiesen worden.
Eine Auffangorganisation für die nicht in die Reichswehr übernommenen ehemaligen Angehörigen des Regiments Reinhard aus der Provinz Brandenburg war der 1920 gegründete „Sportverein“ Deutscher Verein für Leibesübungen Olympia. Er war um 1925 der stärkste konspirativ tätige rechtsradikale Wehrverband im Raum Berlin. Im Mai 1926 wurde er zusammen mit dem Wikingbund verboten. Viele seiner Mitglieder – darunter Hans Eberhard Maikowski und vermutlich auch Horst Wessel – gingen daraufhin zur SA.